# 赫尔穆特·迈尔
赫尔穆特·迈尔（德語：Helmut Mayer，1966年3月4日—），奥地利男子高山滑雪运动员。他曾代表奥地利参加1988年冬季奥林匹克运动会高山滑雪比赛，获得男子超级大回转银牌。